# Re.2000 (航空機)
Re.2000
Reggiane Re.2000 Falco
- 用途：戦闘
- 分類：戦闘機
- 設計者：アントニオ・アレシオ、ロベルト・ロンギ
- 製造者：レッジャーネ
- 運用者：イタリア王立空軍、ハンガリー空軍、スウェーデン空軍
- 初飛行：1939年5月24日
- 生産数：約170機
- 運用状況：退役

Re.2000は第二次世界大戦中にイタリアで生産された単座の戦闘機である。愛称は“ファルコ (Falco)”。

## 概要
Re.2000は、1936年の空軍からの仕様に基づいてレッジャーネ社で開発された単座戦闘機で、1939年5月に初飛行した。この機体はそれまでのイタリア機と異なった形態をしており、姿格好はアメリカ陸軍のセバスキーP.35戦闘機に非常に似ていた（本機を設計したレッジャーネ社の担当者が、アメリカ航空設計を行っていた経験があった）。全金属製の単葉でややずんぐりとした流線型の機体で、密閉型のキャノピー、後方に倒れた後90度回転して引き込むタイプの主脚を有していた。
飛行試験の結果は、ライバルとなるMC.200サエッタを始めとする他のイタリアの戦闘機より優れていた。速度性能、運動性能ともMC.200を上回っていた。しかし、実用面では機体構造がやや複雑なこととエンジンの信頼性が劣ることからMC.200の方が優れていると判断された。また、翼内に設けられた燃料タンクが戦闘時に不利になることが指摘され、これは機体構造の欠陥とされた。結局空軍に採用されたのはMC.200で、Re.2000は他国への輸出用に回されることになった。
しかし、本機の高性能を耳にした諸外国からは注文が次々に舞い込んできた。まずハンガリーから発注を受け、70機を引き渡した。続いて、スウェーデン、ユーゴスラビア、スペイン、スイス、フィンランドからの注文を受けた。しかし、第二次世界大戦へのイタリアの参戦により、実際に引き渡されたのはスウェーデンだけである。スウェーデンは60機購入し、J20と名づけて1945年7月まで一線で使用した。
先に本機を購入したハンガリーでは購入機とは別にマーヴァグ (MÁVAG) 社で192機のライセンス生産を行った。マーヴァグ製の機体は、やはりハンガリーのヴァイス・マンフレート社でライセンス生産されたノーム・ローンK-14エンジン (WM K-14B) を搭載していた。ハンガリーでは、輸入型は「ヘーヤ I」（Héja=鷹の意）、ライセンス型は「ヘーヤ II」と呼ばれ、空軍の主力機の内の一機種となった。
その後、イタリア海軍が大型艦船のカタパルトから射出できる戦闘機として本機に注目し、カタパルト射出用に改修された型 (serie 2) を12機発注した。この型はカタパルトで運用できるように機体各部が補強され、キャノピー後方の透明部分が廃止されていた。引渡しと運用試験は1942年に行われた。さらに同年、燃料タンクを増設した長距離戦闘機型 (serie 3) が24機海軍に引き渡された。この型は落下増槽か200 kg爆弾の搭載が可能だった。
イタリアでのRe.2000の生産機数は170機であったが、ほとんどが輸出用とされ、イタリアにおいて活動したRe.2000は、その内のセリエ2・3型の36機だけだった。イタリアが休戦した1943年までには、ほとんどの機体を戦闘や事故で消耗し、休戦時の残存機は2機であった。

## 要目
- 概要
  - 乗員：1名
  - 生産機数：約170機
- 寸法

三面図

  - 全長：26 ft 2.5 in (7.99 m)
  - 全幅：36 ft 1 in (11 m)
  - 全高：10 ft 6 in (3.2 m)
  - 翼面積：219.59 sq ft (20.4 m²)
- 重量
  - 空虚重量：4,608 lb (2,090 kg)
  - 最大離陸重量：6,283 lb (2,850 kg)
  - 最大外部搭載量：2,009 lb (911 kg)
- 動力
  - エンジン：ピアッジョ P.XI RC 40
  - 出力：1,000馬力
- 性能
  - 最高速度：329 mph (530 km/h)
  - 航続距離：870 mi (1,400 km)
  - 実用上昇限度：34,450 ft (10,500 m)
  - 上昇率：3,175 ft/min (11 m/s)
- 武装
  - 2×12.7 mm Breda-SAFAT機銃